# Bierge
Bierge (aragónul Biarche) település Spanyolországban, Huesca tartományban. Bierge Aínsa-Sobrarbe, Abiego, Adahuesca, Casbas de Huesca, Nueno, Sabiñánigo és Boltaña községekkel határos. Lakosainak száma 243 fő (2024).

## Népesség
A település népessége az utóbbi években az alábbiak szerint változott:
| Lakosok száma | 227  | 246  | 239  | 262  | 254  | 242  | 251  | 239  | 254  | 243  |
|               | 2001 | 2004 | 2006 | 2009 | 2011 | 2014 | 2016 | 2019 | 2021 | 2024 |